# 2014年美國聯盟外卡晉級賽
2014年美國聯盟外卡晉級賽（2014 American League Wild Card Game），是由東區、中區、西區等三區的冠軍以外的球隊進行排名，以勝率前兩名的球隊獲得外卡資格，兩隊將會進行1場比賽，獲勝的球隊可以晉級美國聯盟分區賽，其中兩隊以勝率較高的球隊獲得主場優勢，如果兩隊的勝率相同的時候，則以兩隊球季比賽獲得優勢的球隊擁有主場優勢。比賽於美國時間9月30日晚上8點開始
奧克蘭運動家88勝74敗，堪薩斯市皇家89勝73敗，由於皇家勝率較高，因此由皇家獲得主場優勢。運動家先發投手為喬恩·萊斯特，皇家先發投手為詹姆斯·席爾斯。
該場比賽打至12局，追平了季後賽勝者晉級決定戰最長局數紀錄。(前一場為1924年世界大賽第7場) 。

## 比賽結果
考夫曼體育場，密蘇里州，堪薩斯市
| 奧克蘭運動家                                                                                                 | 2 | 0 | 0 | 0 | 0 | 5 | 0 | 0 | 0 | 0 | 0 | 1 | 8 | 13 | 0 |
| 堪薩斯市皇家                                                                                                 | 1 | 0 | 2 | 0 | 0 | 0 | 0 | 3 | 1 | 0 | 0 | 2 | 9 | 15 | 0 |
| 勝投： Jason Frasor (1–0) 敗投： Dan Otero (0–1) 全壘打： 運動家：Brandon Moss 2 (1上,2分、6上,3分) 皇家：無 |   |   |   |   |   |   |   |   |   |   |   |   |   |    |   |

### 比賽經過
首局下，可可·克里斯普就先靠著安打上壘，隨後Brandon Moss敲出右外野2分砲先馳得點。不過下個半局皇家靠著Billy Butler一壘安打送回青木宣親。3局下半，Lorenzo Cain和Eric Hosmer的連續安打得到2分，讓皇家首度超前。在第3局，運動家捕手Geovany Soto大拇指受傷離場，由Derek Norris接替。6局上，詹姆斯·席爾斯先被Sam Fuld打出安打，再保送賈許·唐納森，交替上來的尤丹諾·范圖拉，面對首位打者Brandon Moss，就被擊出中外野3分砲。皇家第三任投手Kelvin Herrera上來再被Derek Norris和可可·克里斯普打出安打掉2分。
8局下，只差6出局比賽就結束的皇家隊不願放棄。Alcides Escobar先打出安打，隨後靠著盜壘加滾地球推進上到三壘，Lorenzo Cain再打出安打送回第4分。Billy Butler在一二壘有人情況下打出安打送回第5分。運動家救援投手Luke Gregerson暴投再掉一分。
9局上，Greg Holland單局投出2個保送加上一個故意四壞形成滿壘，不過最終讓Jed Lowrie打成飛球出局解除危機。9局下，Josh Willingham打出安打，隨後代跑Jarrod Dyson靠著推進上二壘，再靠盜壘上三壘，下一棒青木宣親打出深遠高飛球送回追平分。
12局上，Alberto Callaspo打出安打送回Josh Reddick。不過12局下，Eric Hosmer打出深遠飛球。中外野手Sam Fuld和左外野手Jonny Gomes相撞，讓Hosmer一口氣上到三壘。Christian Colón打出彈跳球，三壘手賈許·唐納森未能接到，因此讓Hosmer跑回追平分。薩爾瓦多·培瑞茲在二壘有人的情況下打出再見二壘安打送回Colón，皇家在鏖戰12局以9比8氣走運動家。